# 徳川将軍家御台所
徳川将軍家御台所（とくがわしょうぐんけみだいどころ）では、徳川将軍家の御台所について扱う。

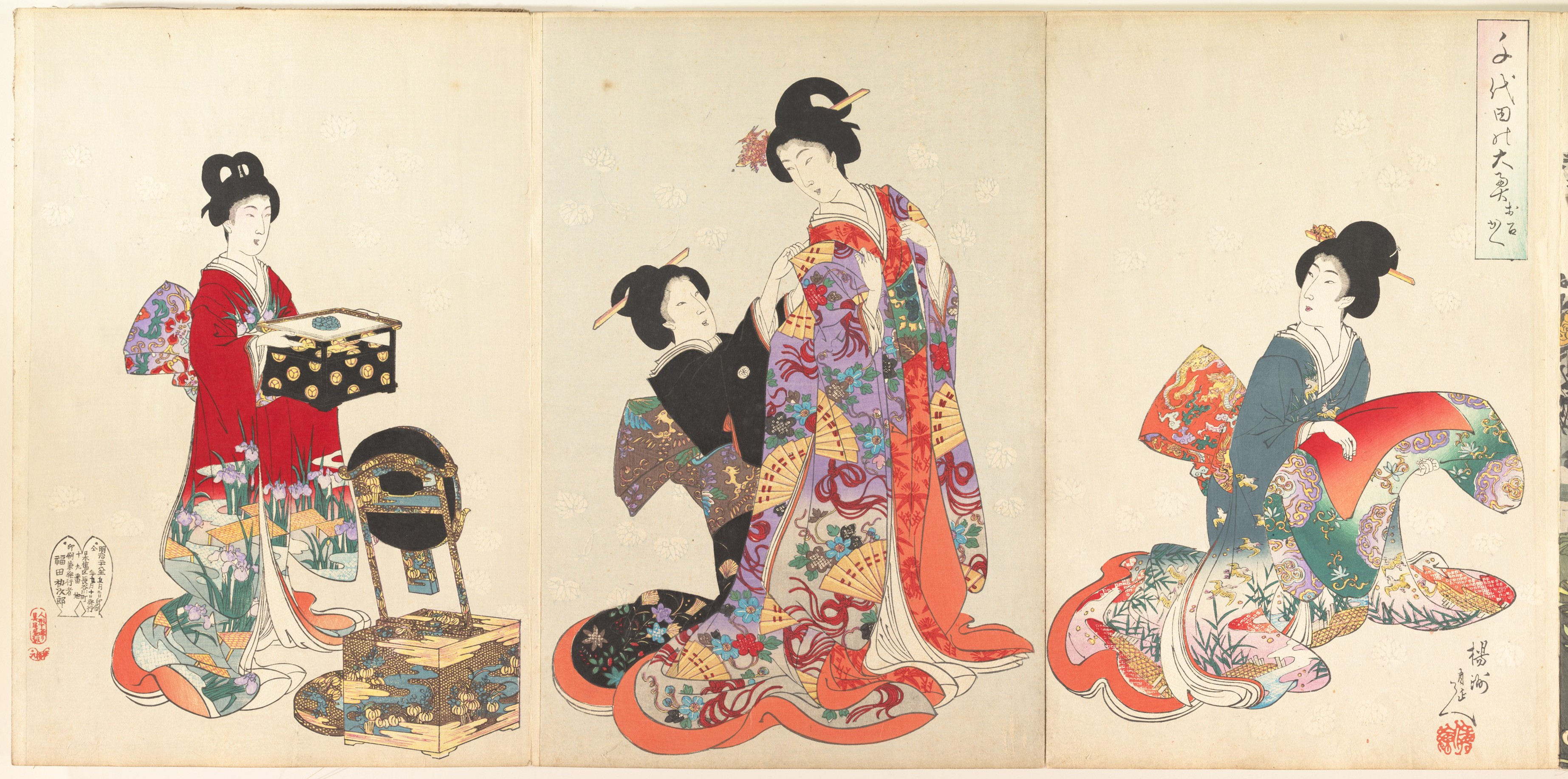
御台所のお召し替えの世話をする御台所付中臈　千代田之大奥 歌合 橋本（楊洲）周延画

御台所とは大臣や将軍の妻に対して用いられる敬称で、江戸時代においては主に江戸幕府将軍の正室の呼称として用いられていた。

## 御台所の立場
将軍正室として大奥一の立場にあった御台所は、征夷大将軍となった時点で既に正室がいなかった初代将軍家康、幕府成立以前の豊臣秀吉存命中に正室の江（江与）を迎えた2代将軍秀忠は別として、大奥の制度が確立されて以降、（1）摂家の姫（2）世襲親王家の姫（3）皇女 から迎える慣例となっていた。11代家斉御台所の寔子と13代家定御台所の敬子は、武家である島津家の出身であるが、両人とも摂家である近衛家の養女となった上で「摂家の姫」として輿入れしている。これは、御台所に格式が求められたためなされた処置であると考えられる。
また、正式の側室を持たなかった2代秀忠御台所のお江与の方が3代将軍家光の生母となった以外、将軍生母となった御台所はいない。これは、皇室や公家の外戚を持つ将軍が生まれないよう、大奥が管理していたからともされる。しかし、実際には御台所が子を産んだ実例もあり、結果論的な側面もある。
御台所は大奥の主宰者であるが、江戸時代前期の大奥における実権は御年寄や上臈御年寄などの老女や世継ぎを産んだ側室、将軍生母や将軍乳母などが握っていたため、御台所としての本来の立場を維持していた例は少ない。実際、実権を持っていた御年寄や側室たちには、女中たちの居住区「長局向」とは別に独立した住まいを与えられていた。
しかし、6代家宣の時代に改革がなされて、御年寄や側室の住居は「長局向」だけに留められた。更に側室の位置づけがあくまでも臣下とされるようになり、御台所は側室の産んだ子の嫡母の待遇を受けるようになるなど、御台所の扱いは大きく改善されていった。生母に対しても、将軍家内での順位は生母が最も低いため、御台所の権威を生母が揺るがすことはなかった。
夫たる将軍が亡くなった場合は落飾して西丸へと移り、将軍の菩提を弔い余生を過ごすこととなっていた。それでも時代によっては多大な影響力を保持し続けた例もある。ちなみに正室によっては、立場上の問題や大奥入りしなかったために御台所と呼称されなかった者もいる。例えば3代将軍・家光の正室である鷹司孝子は、家光と不仲のため別居をして、大奥ではなく中之丸御殿に住居したため、「御台様」ではなく「中の丸殿」と呼ばれ、世子家綱（4代将軍）の嫡母の扱いもなされなかった。
慶応3年（1867年）12月、王政復古の大号令により慶喜の将軍辞職が認められ、それに伴い正室の省子への尊称も「御簾中」へ改められたことで、「御台所」は終焉した。

## 大奥での生活
御台所の住まう場所は、大奥「御殿向」の北西にある「松御殿」ないし「新御殿」と呼ばれる場所だった。居間に当たるのは「御上段」・「御下段」・「御休息」で、「御切形の間」が寝所に当たる。日常生活において、御台所が手を動かすことと言えば食事の時くらいで、その他の厠、爪切り、お召し替えなどでは全て女中たちが代わりに手を動かしてくれた。1回の食事のためにいつも10人前が用意され、そのうち2人前はお毒見役のための毒見用である。毒見を通過した御膳のうち、御台所が実際に食べるのはわずかに2人前（どの料理にも2箸しか手をつけず、もう1人前がおかわりの分だった）であり、残りの6人前は食事当番の女中が食べた。お召し替えは1日に5回。入浴、朝食前の「お朝召し」、総触れ（毎朝行なわれる将軍への謁見）前の「総触れ召し」、「お昼召し」、「お夕方召し」、「お寝召し」とがあった。

## 徳川将軍家正室一覧
| 名前（別名、法号等）     | 夫たる将軍                             | 続柄                                     |
| ------------------------ | -------------------------------------- | ---------------------------------------- |
| 築山殿*                  | 初代家康                               | 関口親永女                               |
| 朝日姫（南明院）*        | 初代家康（継室）                       | 豊臣秀吉妹、竹阿弥女                     |
| 小姫*                    | 二代秀忠                               | 豊臣秀吉養女（織田信雄女）               |
| 江（小督、江与、崇源院） | 二代秀忠（継室）                       | 豊臣秀吉養女（浅井長政女） 三代家光母    |
| 鷹司孝子（本理院）       | 三代家光                               | 鷹司信房女                               |
| 浅宮（高厳院）           | 四代家綱                               | 貞清親王王女                             |
| 鷹司信子（浄光院）       | 五代綱吉                               | 鷹司教平女                               |
| 近衛熙子（天英院）       | 六代家宣                               | 近衛基熙女                               |
| 八十宮（浄琳院宮）       | 七代家継（家継夭折のため婚約に留まる） | 霊元天皇皇女                             |
| 真宮（寛徳院）*          | 八代吉宗                               | 貞致親王王女                             |
| 比宮（証明院）*          | 九代家重                               | 邦永親王王女                             |
| 五十宮（心観院）         | 十代家治                               | 直仁親王王女                             |
| 近衛寔子（広大院）       | 十一代家斉                             | 近衛経熙養女（島津重豪女）               |
| 楽宮（浄観院）           | 十二代家慶                             | 織仁親王王女                             |
| 鷹司任子（天親院）*      | 十三代家定                             | 鷹司政通養女（鷹司政熙女）               |
| 一条秀子（澄心院）*      | 十三代家定（継室）                     | 一条忠良女                               |
| 近衛敬子（篤姫、天璋院） | 十三代家定（継々室）                   | 近衛忠熙養女（島津斉彬養女、島津忠剛女） |
| 和宮（静寛院宮）         | 十四代家茂                             | 孝明天皇妹、仁孝天皇皇女                 |
| 一条美賀子（貞粛院）     | 十五代慶喜                             | 一条忠香養女（今出川公久女）             |

夫の将軍就任前に死去した（正式に御台所になっていない）場合には*で表示

## 御台所町
1657年（明暦3年）1月に発生した明暦の大火ののち、江戸幕府の都市整備に伴い神田明神の近くに御台所賄方の役人の屋敷が集められた。その後、1869年（明治2年）には神田明神下御台所町と呼ばれるようになった。